# Consensus
Con il termine consensus (dal latino consensus, unione delle due parole cum e sentire) si definisce l'accordo all'interno di un gruppo, una comunità o un ambito scientifico o professionale, su un determinato oggetto rientrante nel suo ambito di interesse o competenza. 
In ambito finanziario si definisce tale - o più esattamente consensus forecast - la media delle previsioni emesse dagli analisti finanziari in merito alle performance previste dei risultati finanziari e dell'andamento della quotazione di una società o di uno strumento finanziario quotati in Borsa.

## Nel mercato finanziario
I principali operatori di mercato (istituti di credito, banche d'affari, società di rating, SIM) emettono periodicamente delle analisi sull'andamento generale delle società quotate, sulla base delle quali vengono indicate anche previsioni relative ad alcuni parametri di valutazione delle stesse, quali ad esempio l'utile per azione, il fatturato, l'indebitamento finanziario. Sulla base di queste previsioni, vengono inoltre indicati parametri più direttamente inerenti ai mercati finanziari, prima di tutto il cosiddetto target price, ossia la quotazione sulla quale il titolo dovrebbe assestarsi in un lasso di tempo indicato, solitamente non superiore ad alcuni mesi, e consigli per gli eventuali investitori, ossia di acquistare (buy), mantenere (hold) o vendere (sell) i titoli della società oggetto dell'analisi.
Il consensus, quale media di queste analisi e di queste previsioni, può essere considerato la previsione più attendibile, in quanto consente di eliminare i picchi positivi o negativi delle singole valutazioni emesse dagli analisti.